# Abdalóc
Abdalóc (németül: Edlitz im Burgenland, horvátul: Hobdelci) Németlövő-Csejke településrésze, egykor önálló község Ausztriában, Burgenland tartományban, a Felsőőri járásban.

## Fekvése
Felsőőrtől 34 km-re délkeletre a magyar határ mellett fekszik.

## Története
Abdalóc első írásos említése 1221-ből származik abban az oklevélben, melyben a Ják nembeli István bán a pornói cisztercita apátságnak adományozza "Monyorokerek", "Hettfehelly", "Perwolff" és "Kölked" falvakat. Közülük Hetvehely a mai Abdalócnak felel meg. A középkorban a Németújvári grófok birtoka volt. 1391-ben a Sárói család németújvári uradalmának része lett, majd a 15. században a sváb száramzású  Ellerbachoké, akik a monyorókeréki uradalmukhoz csatolták. Erdődy Bakócz Tamás érsek és kancellár 1499-ben, Ellerbach János halála után lett a falu birtokosa. 1517-ben unokaöccse Erdődy Péter lett a birtokos és a család a birtokot egészen a 20. századig megtartotta. 1529-ben és 1532-ben elpusztította a török. Ezt követően az Erdődyek délről menekült horvátokkal telepítették be, akik még a 19. század  közepén is többségben voltak a településen, de Vas vármegyének a század végén írt monográfiája már német ajkúnak mondja.
Vályi András szerint " ABDALÓTZ Edlitz elegyes horvát falú Vas Vármegyében, lakosai katolikusok, fekszik Monyorókerektöl nem meszsze; határbéli földgye az említett helységéhez hasonlító második Osztálybéli. " 
Fényes Elek szerint " Abdalocz, (Edicz), horvát falu, Vas vgyében, Monyorókerék mellett, 181 kath. lak. Szőlőhegy, erdő. G. Erdődy birtoka. " 
Vas vármegye monográfiája szerint " Abdalócz. Összesen 30 házból álló község; lélekszáma 185, a kik túlnyomó számban r. kath. vallásuak, németajkuak. A községnek az Erdődy grófok voltak a földesurai. Postája Pornó, távírója Szombathely."
1920 előtt Vas vármegye Szombathelyi járásához tartozott.
1910-ben 167 lakosa volt, közülük 142 német. 1921-ben Ausztria Burgenland tartományának része lett. 1971-óta Csejke, Németlövő, Pokolfalu és Pósaszentkatalin falvakkal együtt Németlövő-Csejke (Deutsch Schützen-Eisenberg) községet alkotja.